# Objeto cisnetuniano
Um objeto cisnetuniano é, literalmente, qualquer corpo astronômico encontrado na órbita de Netuno. No entanto, o termo é normalmente usado para aqueles planetas menores distantes que não sejam objetos transnetunianos: isto é, todos os corpos subplanetários que orbitam o Sol em ou dentro da distância de Netuno, mas fora da órbita de Júpiter. Isso inclui os planetas menores gelados conhecidos como centauros e os troianos de Netuno.